# مونكي بانش
مونكي بانش (باليابانية: 加藤一彦) كان كاتب ياباني وأشهر أعماله هو سلسلة لوبين الثالث، ولد كاتو في هاماناكا، هوكايدو؛ بدأ الرسم في سن مبكرة جدًا، لكنه لم يبدأ في رسم المانجا إلا في المدرسة الإعدادية.